# 金沢学院短期大学
金沢学院短期大学（かなざわがくいんたんきだいがく、英語: Kanazawa Gakuin College）は、石川県金沢市末町10に本部を置く日本の私立大学。1946年創立、1950年大学設置。

## 概観

### 大学全体
- 金沢学院短期大学は、石川県金沢市内にある日本の私立短期大学。1950年に金沢女子短期大学（かなざわじょしたんきだいがく）として設置された。かつては2学科4専攻と1学科からなっていたが、現在は2学科に縮小されている。元々は女子短大だったが、1998年度より男女共学となっている。運営主体は、学校法人金沢女子短期大学、金沢女子大学を経て、現在は学校法人金沢学院大学となっている。

### 建学の精神（校訓・理念・学是）
- 金沢学院短期大学の学是は「愛と理性」となっている。

### 教育および研究
- 金沢学院短期大学のカリキュラムにおいて特筆すべきは、生活デザイン学科の「ふるさと文化」コースに「ふるさと伝統文化」や「金沢の文学」と称した科目が設置されているところにある。同学科には、そのほかに「ビジネス文化」・「カラー&ビジュアル」・「アパレル&ファッション」・「スペース&インテリア」の各コースがある。

### 学風および特色
- 金沢学院短期大学では、ITによる学生証が発行されている。
- 携帯ユビキタスが使用されている。

## 沿革
（沿革節の主要な出典は公式サイト）
- 1946年（昭和21年）- 金沢女子専門学園が創設される。
- 1950年（昭和25年）- 金沢女子短期大学（文学科、家政科）が開学。
- 1968年（昭和43年）- 文学科を国文専攻、英文専攻に分離する。家政学科を服飾専攻と食物専攻に分離する。
- 1973年（昭和48年）- 文学科英文学科を英語英文専攻に改称する。
- 1975年（昭和50年）- 情報処理学科を新設する。文学科が金沢市末町に移転する。
- 1979年（昭和54年）- 専攻科を設置する。文学科国分専攻を国語国文専攻に改称する。
- 1981年（昭和56年）- 文学科、家政学科、情報処理学科が金沢市末町に移転する。
- 1988年（昭和63年）- 家政学科を生活文化学科に名称変更し、服飾専攻を生活文化専攻に名称変更、食物専攻を食物栄養専攻に名称変更する。
- 1991年（平成3年）- 専攻科を廃止する。
- 1996年（平成8年）- 情報処理学科を廃止する。
- 1998年（平成10年）- 文学科を言語コミュニケーション学科に改組し、金沢女子短期大学を金沢学院短期大学と改称し、男女共学とする。言語コミュニケーション学科を開設し、文学科の学生募集を停止する。
- 2002年（平成14年）- 生活文化学科生活文化専攻を生活デザイン専攻に名称変更する。
- 2005年（平成17年）- 生活デザイン学科、食物栄養学科を開設し、言語コミュニケーション学科、生活文化学科の学生募集を停止する。
- 2006年（平成18年）- 専攻科に食物栄養専攻を設置し、栄養士養成施設として指定・承認を受ける。食物栄養学科に栄養教諭二種免許状の課程を設置する。
- 2009年（平成21年）- ライフデザイン総合学科を開設し、生活デザイン学科の学生募集を停止する。
- 2018年（平成30年）- 幼児教育学科を設置。

## 基礎データ

### 所在地
- 本部キャンパス（〒920-1393 石川県金沢市末町10）

### アクセス
- JR北陸新幹線・IRいしかわ鉄道金沢駅（東口）→北鉄金沢バス「金沢学院大学」停留所（約35分）

## 教育および研究

### 組織

#### 学科
- 現代教養学科
- 食物栄養学科
- 幼児教育学科

##### かつて設置されていた学科・専攻科専攻
- 情報処理学科
- 言語コミュニケーション学科（旧・文学科）
  - 旧・国語国文専攻：募集は1998年度まで
  - 旧・英語英文専攻：募集は1998年度まで
- ライフデザイン総合学科（旧・生活デザイン学科）

#### 専攻科
- なし

##### かつて設置されていた専攻
- 国語国文専攻
- 英語英文専攻
- 服飾専攻
- 食物専攻
- 情報処理専攻
- 食物栄養専攻

#### 別科
- なし

##### 取得資格について
- 栄養士資格と栄養教諭二種免許状が食物栄養学科にて取得できる。
- 以前は、中学校教諭二種免許状の教職課程が設置されていた。
  - 国語：かつての文学科国語国文専攻にて
  - 英語：かつての文学科英語英文専攻にて
  - 家庭：生活デザイン学科の前身である生活文化学科生活文化専攻にて

## 学生生活

### 部活動・クラブ活動・サークル活動
- 金沢学院短期大学のクラブ活動
  - 体育系：テニス・バスケットボール・トランポリン・バレーボール・バドミントン・柔道・剣道ほか
  - 文化系：茶道・華道・合唱・能楽ほか

### 学園祭
- 金沢学院短期大学の学園祭は「清鐘祭」（せいしょうさい）と呼ばれ毎年、概ね10月に行われている。

### スポーツ
- ソフトテニスが「北陸三県私立短期大学体育大会」に出場している。
- なぎなたが、全日本選手権で団体ベスト4の成績を残している。

## 大学関係者
- 石田寛人：現学長
- 笠森勇（国文学者、名誉教授）

出身者
- 唯川恵（小説家）※金沢女子短期大学
- 二木あつ子（フリーアナウンサー）※金沢女子短期大学

## 施設

### 寮
- 金沢学院短期大学には「清鐘寮」と称した学生寮がある。

## 対外関係

### 他大学との協定
- 放送大学[2]

### 系列校
- 金沢学院大学
- 金沢学院大学附属高等学校
- 金沢学院大学附属中学校

## 社会との関わり
- 公開講座が実施されている。2011年度は、「色彩検定にチャレンジ」、「ハロウィンを楽しもう」というテーマで実施された。

## 卒業後の進路について

### 就職について
- これまでの実績では、北國銀行・十川ゴム・三井住友海上火災保険・ニチダン・イトキン・カネボウ化粧品・中央三井信託銀行・トヨタレンタリース石川・兼六建設・澁谷工業・資生堂ジャパン

などがある。栄養士職を活かした職としては日清医療食品・富士産業などがある。

### 編入学・進学実績
- 系列の金沢学院大学への編入学制度がある。